# Noaptea americană (film)
Noaptea americană (titlul original: în franceză La nuit américaine) este un film de comedie dramatică francez, 
realizat în 1973 de regizorul François Truffaut, după romanul omonim din 1972 a scriitorului Frank Christopher, protagoniști fiind actorii Jacqueline Bisset, Jean-Pierre Léaud, Jean-Pierre Aumont, Valentina Cortese.
Titlul filmului reprezintă un procedeu cinematografic care permite să se filmeze ziua scene de noapte, subexpunând pelicula și concentrând asupra actorilor o lumină a reflectoarelor, deosebit de puternică. Se folosesc de asemenea și filtre albastre pe obiectivul aparatului de filmat.

## Conținut
În Studioul  Victorine din Nisa se toarnă un film. Șase săptămâni vor dura filmările pentru filmul Je vous présente Pamela și este vorba despre munca colectivă în procesul de realizare al acestuia. Cu așteptări diferite, caractere deosebite și proiecte de viață optimiste, actorii și participanții echipei de filmare sunt supuși la provocări constituite din certuri, oboseală și diferențe de păreri artistice. Dar pe toți îi unește aceeași patimă pentru film, așa că orice efort, merită toate sacrificiile.

## Distribuție
- Jacqueline Bisset – Julie Baker
- Jean-Pierre Léaud – Alphonse
- Jean-Pierre Aumont – Alexandre
- Valentina Cortese – Séverine
- François Truffaut – Ferrand, regizor
- Dani – Liliane
- Alexandra Stewart – Stacey
- Nathalie Baye – Joëlle
- Jean Champion – Bertrand
- Nike Arrighi – Odile
- David Markham – doctorul Nelson
- Bernard Ménez – Bernard, recuzitor
- Jean-François Stévenin – Jean-François, primul asistent al regizorului
- Xavier Saint-Macary – Christian, amantul lui Alexandre
- Marie Poitevin – Marie
- Graham Greene – un agent de asigurare englez (nacreditat)
- Claude Miller – un client de la hotel
- Gaston Joly – Lajoie
- Zénaïde Rossi – doamna Lajoie
- Maurice Séveno – un jurnalist

## Premii și nominalizări
- 1974 - Premiul Oscar
  - cel mai bun film străin (Franța)
- 1975 - Premiul Oscar
  - Nominalizare cel mai bun regizor lui François Truffaut
  - Nominalizare cea mai bună actriță în rol secundar lui Valentina Cortese
  - Nominalizare cel mai bun scenariu original lui François Truffaut, Jean-Louis Richard și Suzanne Schiffman
- 1974 - Globul de Aur
  - Nominalizare cel mai bun film într-o limbă străină (Franța)
  - Nominalizare cea mai bună actriță în rol secundar lui Valentina Cortese
- 1974 - Premiile BAFTA
  - cel mai bun film
  - cel mai bun regizor lui François Truffaut
  - cea mai bună actriță într-un rol secundar lui Valentina Cortese
- 1973 - National Board of Review Award
  - cele mai bune zece filme
- 1974 - New York Film Critics Circle Awards
  - cel mai bun film
  - cel mai bun regizor lui François Truffaut
  - cea mai bună actriță într-un rol secundar lui Valentina Cortese

## Curiozități
- Filmul a fost dedicat surorilor americane, actrițele Dorothy și Lillian Gish.
- Scriitorul Graham Greene apare, neacreditat, ca Henri Graham, agent al unei companii de asigurări.